# 최종률
최종률(1946년 9월 11일~)은 대한민국의 영화배우, 연극배우, 탤런트, 극작가, 공연 연출가이다.

## 학력
- 숭문고등학교 졸업
- 서울대학교 미술대학 서양학과 졸업

## 출연 작품

### 영화
- 2003년 《살인의 추억》- 광호 아버지 역
- 2005년 《새드 무비》-  의사 역
- 2006년 《음란서생》- 노인1 역
- 2006년 《청춘만화》- 달래 아빠 역
- 2006년 《타짜》- 국문과 교수 역
- 2006년 《잔혹한 출근》- 노점상인 역
- 2006년 《Mr. 로빈 꼬시기》- 로빈 할아버지 역
- 2007년 《허브》-  의사 역
- 2007년 《그림자》- 군의관 역
- 2007년 《그놈 목소리》- 40대 용의자 역
- 2007년 《우아한 세계》- 만두가게 주인 역
- 2007년 《마이 파더》- 문신부 역
- 2007년 《내 사랑》-  행려 역
- 2008년 《트럭》- 농가 노인 역
- 2009년 《박쥐》- 할아버지 신봉자 역
- 2009년 《불꽃처럼 나비처럼》- 자영 늙은 하인 역
- 2009년 《내 사랑 내 곁에》- 주옥연 남편 역
- 2009년 《나는 행복합니다》- 이장 역
- 2009년 《그림자 살인》- 순덕 사부 역
- 2010년 《페어 러브》- 형만 형 역
- 2010년 《작은 연못》-  자야네 할배 역
- 2010년 《수상한 이웃들》-  인수 부 역
- 2011년 《카운트다운》- 건호 부 역
- 2012년 《타워》- 윤희 부 역
- 2013년 《콩가네》-  노인 역
- 2013년 《러시안 소설》-  작은 아버지 역
- 2013년 《용의자》-  문집사 역
- 2013년 《미조》-  호프집 중년 역
- 2014년 《세상의 끝》- 원장의사 역
- 2014년 《조류인간》-  한의사 역
- 2015년 《히말라야》- 의사 역
- 2015년 《동주》- 동주의 조부 역
- 2015년 《미쓰 와이프》- 연우병원 의사 역
- 2016년 《봉이 김선달》-  상선 역
- 2016년 《아가씨》-  금병매 독회 손님2 역
- 2017년 《남한산성》-  내관 역
- 2017년 《로마서 8:37》- 강원로 역
- 2018년 《기묘한 가족》-  노인1 역
- 2019년 《증인》-  김은택 역
- 2022년 《파로호》 - 황 목사 역
- 2023년 《보스턴 1947》- 하와이 교포노인 역

### 독립 영화
- 2011년 《출사》 - 주연, 오춘기 역 (단편)
- 2012년 《For get me not》 - 주연, 호아 父 역 (호주 장편 영화)
- 2015년 《심장이 두근두근》 - 주연, 춘식 역 (단편) - 제 15회 미쟝센 단편영화제
- 2017년 《첫만남》- 주연, 김할아버지 역 (단편) - 제 70회 칸 영화제 비경쟁부분 초청, 2017 청룡영화상 단편부분, 이주민 영화제, 인천독립영화제, 고양스마트영화제 초청, 2018 인천 영상왕 콘테스트 우수상 수상
- 2022년 《Record voices》 - 주연 (단편)
- 2022년 《할아버지이짱》 - 주연 (단편)

### 드라마
- 2005년 SBS 《패션 70's》
- 2006년 KBS2 《눈의 여왕》
- 2007년 SBS 《강남엄마 따라잡기》- 김정호 역
- 2007년 MBC 《옥션하우스》
- 2008년 MBC 《스포트라이트》- 조상민 변호사 역
- 2008년 SBS 《신의 저울》
- 2008년 MBC 《내 인생의 황금기》
- 2008년 MBC 《베토벤 바이러스》
- 2008년 MBC 《서울무림전》
- 2008년 MBC 《하얀 거짓말》
- 2009년 MBC 《혼》
- 2009년 KBS2 《아이리스》- 신유섭 역
- 2009년 KBS2 《열혈장사꾼》
- 2010년 MBC 《동이》
- 2010년 SBS 《자이언트》
- 2010년 SBS Plus 《키스 앤 더 시티》
- 2011년 KBS2 《두근두근 달콤》
- 2011년 MBC 《계백》
- 2011년 KBS1 《이중주》- 주연, 오실장 역
- 2012년 SBS Plus 《오 마이 갓X2》
- 2012년 TV조선 《한반도》
- 2012년 MBC 《더킹 투하츠》
- 2013년 SBS 《돈의 화신》- 지만호(지세광 父) 역(15회)
- 2016년 KBS2 《동네변호사 조들호》- 보육원 신부 역
- 2016년 KBS2 드라마 스페셜 《평양까지 이만원》
- 2018년 JTBC 《미스 함무라비》
- 2018년 MBC 《검법남녀》- 백호철 역
- 2018년 tvN 《미스터 션샤인》
- 2018년 SBS 《여우각시별》
- 2022년 SBS 《왜 오수재인가》
- 2022년 쿠팡 《유니콘》
- 2023년 SBS 《악귀》 - 문춘의 선배 형사 역
- 2023년 NETFLIX 《도적: 칼의 소리》
- 2024년 SBS 《재벌X형사》
- 2024년 KBS2 《개소리》

### 연극
《벚나무 동산(1972)》, 《난장이가 쏘아올린 작은 공(1996)》,
《빈방 있습니까(1980~2016)》, 《시련(2013)》,
《망자 죽이기(2019)》, 이순재의《리어왕(2021, 2023), 《뇌우(2023)》《황혼애(2023)》등 30여 편.

## 연출
- 1972년 극단 예술극장 《억지로 하는 비극배우》
- 1972년 극단 상설무대 전국순회공연 《금관의 예수》
- 1973년 극단 맥토 창단공연 《코르자크와 그의 고아들》
- 1980년 극단 증언 창단공연 《도마의 증언》
- 1981년 극단 증원 제 4회 공연 《루터》
- 1981년~현재 극단 증언 《빈방있습니까》 ※38년 동안 연속공연
- 1984년 극단 에저또· 극단 도라 합동공연 《낮은 데로 임하소서》
- 1984년 극단 증언· 선교무대 밀알 합동공연 《영문 밖의 길》
- 1988년 민중 극단 《사랑의 전화》
- 1988년 민중 극단 창단 25주년 기념공연 창작 뮤지컬 《바람처럼, 강물처럼》
- 1992년 극단 학전 《챔피언 쉽》
- 1994년 극단 소리 《헬렌, 빛을 잡아라》
- 1995년 극단 소리 《유리 동물원》
- 1996년 극단 말죽거리 창작 뮤지컬 《뭔가 크게 오해하셨군요》
- 1996년 장애인 음악회 《사랑의 노래, 마음의 노래》
- 1997년 극단 말죽거리 《가마솥에 누룽지》
- 1998년~2000년 예인 오페라단 《아말과 밤에 찾아온 손님들》
- 1999년 극단 우물가 창작 뮤지컬 《그》
- 1999년 문화기획 나들목 창작 뮤지컬 《오 마이 갓스!》
- 1999년~2004년 부활절 연합예배 위원회 야외 이동극 《십자가의 길》
- 2000년 낮은 울타리 창작 뮤지컬 《꿈꾸는 시계바늘》
- 2000년 부활절 연합예배 위원회 야외 이동극 《예수》
- 2001년 극단 예삶 《가마솥에 누룽지》
- 2001년 KBS 극회 서울특별시 및 전국 순회공연 악극《모정의 세월》
- 2003년 극단 예맥 창단10주년 국민일보 창간15주년 기념공연 뮤지컬 《킹》
- 2005년 문화기획 AM 《헬렌 켈러》
- 2005년 극단 예꿈 제 5회 공연 《엄마의 계절》
- 2006년 극단 예꿈 제 6회 공연 《달맞이 꽃》
- 2006년 화성 오페라단 창착 오페라 《정조 대왕의 꿈》
- 2008년 김자영 오페라단 창단 40주년 기념공연 《카르멘》
- 2009년 광진구 구민을 위한 문화공연 《아차산성에 큰 기쁨이 있더라》
- 2011년 극단 디딤돌 창단공연 《사흘 동안》
- 2011년 극단 창작 뮤지컬 《언틸 더 데이》
- 2011년 관악극회 창단공연 《하얀 중립국》
- 2014년~2015년 문화기획 AM 《전율의 잔》
- 2015년 희곡을 읽는 사람들 첫번째 무대 《엄마의 계절》
- 2016년 희곡을 읽는 사람들 두번째 무대 《달맞이 꽃》
- 2016년 희곡을 읽는 사람들 세번째 무대 《가마솥에 누룽지》
- 2016년 극단 관악극회 아카데미 《희한한 커플》
- 2017년 희곡을 읽는 사람들 네번째 무대 《30일간의 야유회》
- 2018년 희곡을 읽는 사람들 다섯번째 무대 《12 배심원》
- 2018년 문화기획 AM 《루터, 2018》
- 2019년 문화기획 AM 《루터, 2019》
- 2019년 희곡을 읽는 사람들 여섯번째 무대 《희한한 커플》
- 2019년 북한선교부 창립 20주년 기념공연 《빛의로의 긴 여로》
- 2020년 광복 75주년 및 6.25 전쟁 75주년 기획공연 《용서를 넘어선 사랑》
- 2020년 극단 관악극회 《동굴가족》
- 2022년 극단 예삶 정기공연 《가마솥에 누룽지》
- 2023년 서울문화재단원로예술인 지원사업 입체낭독 공연 《뇌우》
- 2023년 행복한 청춘대학 희망콘서트. 연극 《황혼애》
- 2024년 낭독입체극《고독한 독고씨》등 총 60여 편.

## 극작
- 1972년 《벽화》
- 1981년 《빈방있습있까》
- 1996년 《뭔가 크게 오해하셨군요》※공동 창작
- 1999년 《오, 마이 갓스!》 ※공동 창작
- 2003년 《킹》
- 2006년 《달맞이 꽃》

## 번역
- 1971년 Sean O'Casey 원작 《쥬노와 공작새(Juno and the Peacock)》
- 1980년 John Osborne 원작《루터(Luther)》
- 1981년 August Strindberg 원작《부활절(Easter)>